# 1000年生きてる
『1000年生きてる』（せんねんいきてる）は、いよわによる楽曲。ボーカロイドに初音ミクとV flowerを起用している。2020年12月11日にアルバム『わたしのヘリテージ』からリリースされ、同日にニコニコ動画・YouTubeへと投稿された。

## 内容
この物語は、額に飾られたものの中から千年という人間離れした時間を生き、外界を観察し続けている存在の視点で語られる。その目には、人間の命は短く取るに足らないものと映り、彼らが決まりきった言葉を繰り返す姿は、どこか見世物のようである。語り手から見ると、人間が行う歴史的、文化的な営みは、滑稽なものとして描かれる。誰かが後世に残そうと石に文字を彫って祈りを捧げたかと思えば、別の誰かがそれを衝動的に塗りつぶしてしまう。価値が不確かになったもののうえで陳腐な愛の言葉が交わされ、その感動的な瞬間に無粋な現実の音が割り込むなど、その営みは一貫性がなく、ちぐはぐである。
また、人間は、あるものを熱狂的に持ち上げたかと思えば、すぐにそれを打ち捨ててしまう。正気ではないふりをして不都合な現実から目をそむけたり、ひねくれた態度をとったりと、そのあり方は矛盾していると指摘される。さらに、かつては知っていたはずの個性との向き合い方や、心の傷や恐怖という感情の扱い方を忘れ、その代わりに相手の顔を認識することなく傷つける手段を手に入れた。この変化が果たして進歩なのか後退なのかは、分からないとされる。
このような人間に対し、現状に甘んじることなく抵抗する力はまだ残っているのか、という厳しい問いが投げかけられる。しかし、冷笑的だった語り手の視線は、やがて不器用に転びながらも進もうとする、特定の「あなた」という個人に向けられる。語り手はその個人の可能性に興味を抱き、それに賭けてみたいという気持ちを明らかにする。
そして最後に、残り時間の少ない人間であっても、たとえ格好悪く、なりふり構わずとも懸命に生き抜き、その生きた証として何かを形にして残したならば、その人の抱いた想いは、短い一生という時間を超えて、千年生き続けるかもしれない、という可能性が示されて締めくくられる。

## 構成
BPMは100に設定されている。音域はB2-C♯5である。
楽曲全体にわたり転調が多く、明確な主調を定めがたい構成となっている。イントロは♯系の調号で始まり、E minorを基調としている。Aメロでは最初はC majorを思わせるが、終止にかけてはA minor的な響きに移る。Bメロ以降は♭系へ移行し、D minorを経て、終盤ではE♭ minorに至る。

## 反響
2021年8月、ミュージックビデオの再生回数が100万回を突破した。2024年6月時点で約1360万回再生、2025年8月時点では約2390万回再生されており、いよわのミュージックビデオの中で『きゅうくらりん』と『IMAWANOKIWA』に次いで3番目に再生されている。
初開催されたThe VOCALOID Collectionにてランキング、ボカコレ2020冬TOP30で第5位を獲得した。
多くの二次創作や歌ってみた動画が投稿されており、月ノ美兎やしぐれういなどもカバーしている。
2024年3月25日、セガが配信しているリズムゲーム『プロジェクトセカイ カラフルステージ! feat. 初音ミク』に収録され、同時に3DMVも公式YouTubeチャンネルにて配信された。